# أم البريجات

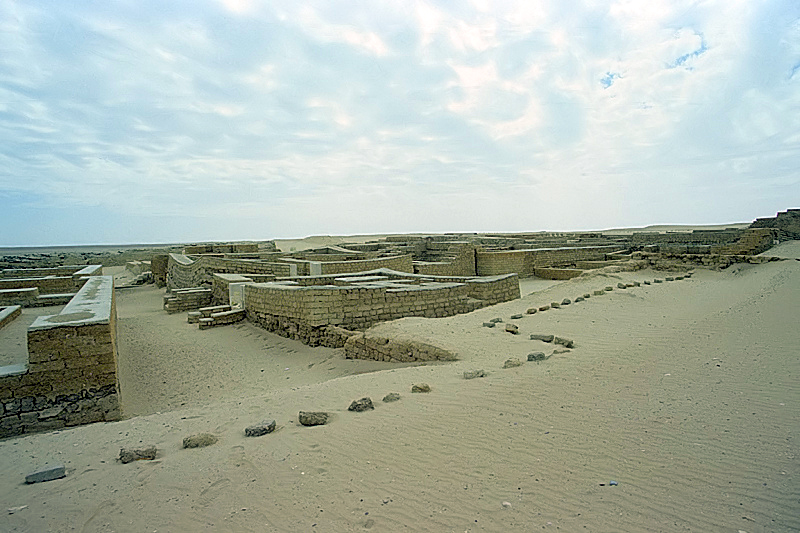
أطلال المدينة

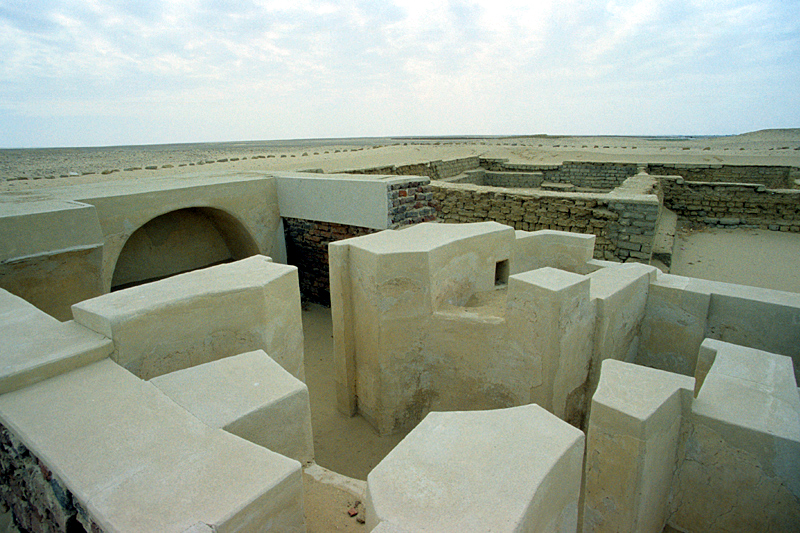
مبنى

أم البريجات منطقة أثرية تقع بمحافظة الفيوم. تقع على الحافة الجنوبية للفيوم وترجع إلى العصر المتاخر ولكنها نمت وازدهرت في العصر اليوناني الروماني، وقد عثر بها على معبد كبير للمعبود سوبك من بداية العصر البطلمي، وقد عثر فيها على عدد كبير من البرديات الديموطيقية واليونانية التي تكشف عن الحالة الاقتصادية لهذه المنطقة خاصة خلال القرن الأول الميلادي.
وهي تقع على بعد 30 كم جنوب غرب الفيوم بالقرب من قرية قصر الباسل وكانت على شاطئ بحيرة موريس القديمة (قارون) وكان بها معبد أيام الأسرة 12 وإزدهرت في العصر اليوناني وتضم آثار معبد ومدينة أم البريجات الرومانية وقد كشفت الحفريات بها مؤخرا عن بقايا معبدها القديم.